# Kazuma Satō
Kazuma Satō (佐藤 和真 Satō Kazuma?) es el protagonista principal de la serie de novelas ligeras, manga y anime KonoSuba!. Es interpretado por Jun Fukushima en japonés, Arnie Pantoja en el doblaje de habla inglesa y en el doblaje en español su voz es interpretado por Javier Olguín en la versión hispanoamericana y por Miguel Barbio en la versión española.
Era un nini encerrado en su cuarto hasta que lo enviaron a un mundo paralelo y se convirtió en el líder de un nuevo grupo. Inicialmente demostrado ser cínico y sarcástico, puede mostrar desinterés y compasión hacia sus amigos y competencia como líder. Su objetivo principal es derrotar al Rey Demonio y a los generales de este para regresar a Japón, pero crece lentamente para darse cuenta de los aspectos de su nueva vida.
En general, Kazuma ha recibido una recepción positiva por sus rasgos únicos y como una deconstrucción del protagonista isekai, siendo conocido como uno de los mejores protagonistas de ese género, mientras que su seco sentido del humor y las improvisaciones realizadas por Jun Fukushima son ampliamente elogiados. Por el contrario, también ha recibido algunas críticas por algunos de sus rasgos de carácter y personalidad, especialmente por sus actos de perversión.

## Características
Kazuma es un adolescente japonés que inicialmente vistió un chándal verde y negro y más tarde se vistió con una capa verde con una franja dorada en los bordes, una camisa gris con una túnica blanca, pantalones grises, botas de color marrón oscuro con sus atributos naturales adornados con marrón, cabello y ojos verdes en el anime, mientras que su diseño en los volúmenes anteriores de las Novelas Ligeras tenía cabello negro y ojos negros para que coincidiera con su origen japonés, pero luego se cambió para que coincida con su contraparte del anime.
La personalidad de Kazuma puede variar, ya que en algunos casos, puede ser generalmente errático y tiende a insultar o menospreciar a otros que lo molestan o insultan, ya que inicialmente muestra una actitud pesimista y cínica hacia los demás. También puede mostrar comportamientos de características precipitadas con instancias como liderar un contraataque contra el Destructor solo para terminar destruyendo la casa de un noble, lo que justifica su arresto. Aunque a veces, puede mostrar amabilidad y liderazgo con su grupo y con los demás, a veces ayudando voluntariamente a alguien, como cuando eligió ayudar a Aqua después de que uno de los generales del Rey Demonio la entristeciera o ayudando a Darkness con sus asuntos familiares. También se muestra que tiene niveles de pereza y perversión debido a algunas de sus payasadas con otros personajes. A pesar de todo esto, se ha demostrado regularmente que se preocupa por todos sus compañeros y se ha ganado el nombre de «Tsundere» de Megumin por negarse a reconocerlo. También se muestra que Kazuma es desinteresado, como el momento en que podría haber hecho que Megumin aprendiera Magia Avanzada que le habría permitido convertirse en una ayuda mucho mayor para su grupo, pero en su lugar eligió aumentar el poder de su Explosión Mágica, ya que no quiere que ella sacrifique sus sueños. A través de flashbacks, nos enteramos de que Kazuma se convirtió en un NEET cerrado después de ver a su amigo de la infancia, quien le había prometido casarse con él en el futuro, montado en la bicicleta de un niño mayor, lo que lo traumatizó hasta el punto en que lentamente evitó ir a la escuela e interactar con la gente. Casi todo el conocimiento romántico de Kazuma proviene de varios animes, novelas visuales y otros materiales de entretenimiento que solía consumir en Japón, lo que lo hizo bastante inepto para responder a los sentimientos sinceros al principio, pero luego se acercó a Megumin cuando ella se lo confesó y comenzó una relación de 'más que amigos y menos que amantes' con ella cuando reconoció sus propios sentimientos a Megumin.

### Habilidades
Su arma característica es su espada debido a que tiene más experiencia en el combate cuerpo a cuerpo de corto alcance. También usa otras armas como su arco, que tiene un objetivo preciso usando su habilidad de francotirador. También puede aprender una variedad de otras habilidades de otras clases como Mana Swap, Freeze, Create Water y Steal. Estas habilidades generalmente se las enseñan otros personajes de diferentes clases, pero no pueden aprender ninguna habilidad avanzada debido a su clase. A pesar de que su clase se limita a usar solo habilidades básicas, ha demostrado combinarlas para ataques más poderosos, como combinar sus habilidades de hielo y agua durante su revancha con Kyouya Mitsurugi. Estadísticamente, se muestra que Kazuma es promedio en la mayoría de los rasgos, pero tiene una inteligencia superior al promedio y una suerte anormalmente alta. Debido a esto, logró llevar casi a la bancarrota a todo un casino debido a sus ganancias constantes. Sin embargo, debido a su clase, Kazuma generalmente es asesinado varias veces a lo largo de varios puntos, lo que generalmente lleva a Aqua a revivirlo. Aun así, Kazuma es más conocido por sus tácticas clandestinas que usa para compensar su falta de poder bruto, como crear tierra y soplarla a los ojos de sus enemigos o usar Steal como distracción. Gracias a su inmensa riqueza que reúne a lo largo de la serie, también compra equipos más caros, como manatitas de alto grado, para lanzar hechizos más fuertes.

## Biografía
Como un NEET encerrado que ha estado desconsolado después de un incidente con su enamorada en la escuela secundaria, Kazuma inicialmente se limitó a su habitación jugando videojuegos y leyendo manga debido a su falta de confianza social. Todo esto cambió después de morir de una reacción de estrés agudo después de intentar salvar a una compañera de clase de un tractor que confundió con un camión a toda velocidad. En el Reino Celestial, conoce a Aqua, quien se burla de él por cómo murió y, por despecho, decide llevarla para que lo ayude en su búsqueda para derrotar al Rey Demonio. Después de tener fondos suficientes, su grupo crece después de lograr reclutar a Megumin y Darkness en el grupo. A pesar de renunciar inicialmente a intentar derrotar al Rey Demonio, Kazuma y su grupo se encuentran con los generales en diferentes lugares a lo largo de varios capítulos de la historia. Durante el Volumen 5 de la Novela Ligera, se insinúa que Megumin comenzó a desarrollar sentimientos románticos por él y viceversa. Esto luego se expande en un triángulo amoroso entre él, Megumin y Darkness en los volúmenes posteriores. En última instancia, Kazuma y Megumin se involucran en un estado que se describió como «más que amigos, menos que amantes».
Durante el Volumen 6, Kazuma se exilia del Reino de Belzerg después de darse cuenta de que el ladrón caballeroso era Chris y admite de mala gana el fracaso. Debido a su terrible situación, acepta ayudar a Chris a infiltrarse en el castillo real después de que una conspiración de la familia real comienza a correr la voz. Después de descubrir que Chris era la diosa Eris, acepta ayudar a robar la armadura sagrada Aigis, pero aunque al principio fallan, logran obtener la armadura después de que Eris revela su verdadera identidad y la armadura la acepta. Después de enfrentarse y derrotar a los otros Generales Demonio, Kazuma y Aqua tienen una conversación sobre si luchar contra el Rey Demonio. Esto da como resultado que Aqua se escape e intente enfrentarse al Rey Demonio ella misma. Las cosas empeoran cuando sus estadísticas se restablecen a 1, pero después de descubrir que debido a la falta de habilidades personales, podría recuperar sus niveles rápidamente, se aventura a la mazmorra más difícil disponible con la ayuda de Wiz y Vanir. Después de recuperar sus niveles en una postura aceptable, Kazuma se pone en marcha para derrotar al Rey Demonio y rescatar a Aqua de cualquier otro peligro. A pesar de tener la opción de regresar a Japón como prometió inicialmente, Kazuma elige quedarse en Belzerg junto con el resto de sus amigos.

### En otros medios
Kazuma junto con otros personajes de sus respectivas series hacen apariciones en el gag-crossover Isekai Quartet. También hace apariciones en varios videojuegos de KonoSuba!, por lo general como un personaje jugable o personaje principal. Su aparición más destacada en videojuegos es en el juego de desplazamiento lateral KonoSuba: God's Blessing on this Wonderful World! Revival of Beldia, donde parte para liberar a Aqua, Megumin y Darkness de la posesión del General Demonio Beldia. También hace una aparición en el CD Drama de KonoSuba!, aunque Ryōta Ōsaka le da voz.

## Recepción
En general, Kazuma ha recibido una recepción positiva por su papel en la historia como una subversión de los clichés tradicionales de Isekai que estaban presentes en ese momento. Rebecca Silverman de Anime News Network elogió de manera similar y lo describió como «el héroe más relajado que se encuentra en un entorno de fantasía». Lynn de The Otaku Author elogió el valor cómico de su estadística de suerte, afirmando que su suerte equilibraba perfectamente sus otras estadísticas y complementaba su estilo de vida encerrado. Ariana de Moeronpan notó sus características y su relación con Aqua, y la describió como «una especie de relación de amigo a amigo». Cactus Matt de Anime QandA elogió los aspectos de autoconciencia del personaje, afirmando que es lo suficientemente consciente de sí mismo como para darse cuenta de los aspectos de MMORPG del mundo en el que se encuentra, pero sin volverse abiertamente desagradable al respecto. Joe de The Reviewer's Corner notó su aparición en el Episodio 9 del anime, particularmente encontrando divertido el humor con sus pensamientos internos.
Si bien inicialmente fue más crítico con las características de Kazuma, BanjoTheBear de The Chuuni Corner elogió sus aspectos más agradables y cómicos. De manera similar, Kazuma fue elogiado por SD Pict por el desarrollo de su carácter, y señaló que ha recorrido un largo camino desde un NEET a alguien más extrovertido y confiable. Toxic Muffin fue mucho más crítico con las características de Kazuma, sin embargo, criticó sus apariciones en los OVA, así como algunos de los rasgos de su carácter, pero señaló sus otros rasgos y su popularidad en el subreddit r/Anime. El personaje también fue elogiado por la actuación de Jun Fukushima. El autor de FandomSpot, R. Romero, lo clasificó como el tercer mejor protagonista de Isekai en el anime. MoviesRulz lo clasificó en segundo lugar entre los 10 protagonistas isekai más desafortunados.
Kazuma también ha sido nominado a la categoría de Mejor Chico para el segundo Crunchyroll Anime Awards. Se le ha comparado con frecuencia con Subaru Natsuki de Re:Zero kara Hajimeru Isekai Seikatsu debido a sus muchas similitudes en términos de personajes y premisas de la serie. Las comparaciones fueron lo suficientemente frecuentes como para notarse en Isekai Quartet a lo largo de varios gags.